# Odontopera erebaria
Odontopera erebaria là một loài bướm đêm trong họ Geometridae.